# Yannis Stournaras
Yannis (o Giannis) Stournaras (griego:Γιάννης Στουρνάρας; nacido el 10 de diciembre de 1956) es un economista griego. Es el gobernador del Banco de Grecia desde el 20 de junio de 2014.
Anteriormente, había sido Ministro griego de Finanzas, desde el 5 de julio de 2012 hasta el 10 de junio de 2014.
Como cada gobernador de un país miembro del FMI, está en la Junta de Gobernadores del Fondo Monetario Internacional.

## Educación
Stournaras recibió su licenciatura en economía de la Universidad de Atenas en el año 1978. Recibió una Maestría (MPhil) y doctorado (DPhil) enteoría económica y política de la Universidad de Oxford en los años 1980 y 1982, respectivamente.

## Carrera académica
De 1982 a 1986, Stournaras trabajó como profesor e investigador en St Catherine's College, Oxford, y como becario de investigación en el Oxford Institute for Energy Studies. A continuación, regresó a Grecia, donde trabajó como asesor especial del Ministerio de Finanzas de 1986 a 1989, en el Banco de Grecia, de 1989 a 1994, y para el Ministerio de Hacienda, de nuevo, desde 1994 a 2000.
Stournaras se desempeñó como Presidente del Consejo de Asesores Económicos de Grecia de 1994 a julio de 2000. En esta capacidad ayudó a formular la política macroeconómica de Grecia en el período previo a la adhesión de Grecia a la Unión Monetaria Europea (zona euro), y representó al Ministerio de Finanzas en el Comité Monetario (ahora Comité Económico y Financiero) de la Unión Europea. Fue también responsable de consultas con otras organizaciones internacionales y los organismos supranacionales como el Fondo Monetario Internacional, la Comisión Europea y la Organización para la Cooperación y el Desarrollo Económico.
Stournaras ha sido profesor de economía en la Universidad de Atenas. Es director de la Fundación para el Desarrollo Económico y la Investigación Industrial (IOBE), un think-tank griego . En el año 2000, invitó a Yanis Varoufakis (anterior Ministro de Finanzas griego durante 2015) para que ocupara el puesto de profesor de economía en la Universidad de Atenas. Este punto está desmentido por el propio Varoufakis en su libro "Comportarse como adultos".